# Fandian (socken i Kina, lat 30,96, long 106,07)
Fandian (kinesiska: 梵殿乡, 梵殿) är en socken i Kina. Den ligger i provinsen Sichuan, i den sydvästra delen av landet, omkring 190 kilometer öster om provinshuvudstaden Chengdu. Antalet invånare är 6 124. Befolkningen består av 2 882 kvinnor och 3 242 män. Barn under 15 år utgör 18,0 %, vuxna 15-64 år 67 %, och äldre över 65 år 13,0 %.
Genomsnittlig årsnederbörd är 1 393 millimeter. Den regnigaste månaden är juni, med i genomsnitt 264 mm nederbörd, och den torraste är december, med 8 mm nederbörd.